# ألكسندر ماير
ألكسندر ماير (بالألمانية: Alexander Meyer )‏ (ولد في 22 فبراير عام 1832 – توفي في 27 يونيو عام 1908 م) هو كاتِب وسياسي وقانوني من ألمانيا، ولد في برلين، توفي عن عمر يناهز 76 عاماً.

## مناصب
تولى منصب عضو مجلس النواب الألماني للإمبراطورية الألمانية، وعضو مجلس النواب البروسي.